# Кондитерская фабрика имени Самойловой
Кондитерская фабрика им. К. Самойловой — одно из старейших кондитерских предприятий в России, крупнейший производитель конфет, печенья, вафель, мармелада и зефира. Основано в 1862 году, в настоящее время входит в состав холдинга «Объединённые кондитеры». Также фабрика является одним из объектов промышленного туризма в Санкт-Петербурге.

## История
Фабрика была основана в 1862 году русским предпринимателем Григорием Николаевичем Борманом, автором торговой марки «Жорж Борман». Изначально предприятие представляло собой маленький магазин на Невском проспекте, где кондитерские изделия изготавливались вручную. Для этой цели Борман приобрёл машинку для производства шоколада. Впоследствии дело стало расширяться, и в 1866 году Борман купил кондитерский завод.
Бизнес оказался успешным и рос быстрыми темпами: в 1870 году продукция Бормана получила бронзовую медаль на Всероссийской выставке в Санкт-Петербурге, а в 1876 году фирма была удостоена звания «Поставщик Двора Его Императорского Величества с предоставлением права изображения государственного герба на своих этикетахъ». Вскоре был открыт первый оптовый склад в Апраксином дворе, а через некоторое время у предприятия появились оптовые склады в Москве и Нижнем Новгороде. В 1895 году Борман и его сын Георгий Григорьевич Борман учредили Товарищество на паях с уставным капиталом в 1,6 миллиона рублей.
В 1878 году компания получила золотую медаль на Всемирной выставке в Париже, к 1895 году на выставках в Париже было получено ещё две золотые медали, а также почетный диплом с медалью с выставки в Чикаго. В 1896 году на Всероссийской выставке в Нижнем Новгороде компания получила высшую награду — право изображения государственного герба.
В 1896 году в Санкт-Петербурге была построена бисквитная фабрика. К концу XIX века значительно вырос объём производства и фирма выпускала до 4 тонн кондитерских изделий в день.
В 1917 году Георгий Григорьевич Борман уехал из России. В 1918 году согласно декрету совета народных комиссаров предприятия товарищества были национализированы и объявлены собственностью РСФСР. Фабрика в Петрограде была переименована в 1-ю государственную конфетно-шоколадную фабрику, которой было присвоено имя революционерки Конкордии Самойловой.
Впоследствии был ещё ряд переименований: 1935 год — 1-я государственная бисквитно-шоколадная фабрика, 1936 год — Ленинградская государственная союзная конфетная фабрика им. К. Самойловой Наркомата пищевой промышленности РСФСР, 1957 год — Ленинградская государственная кондитерская фабрика им. К. Самойловой. В 1965 году фабрика вошла в состав Ленинградского производственного объединения кондитерской промышленности им. Н. К. Крупской.
В 1992 году началась новая волна преобразований: предприятие было переименовано в АОЗТ «Петроконд», произошла модернизация оборудования и запуск итальянской линии упаковки конфет. В 1995—1998 годы контрольным пакетом акций владела американская фирма Kraft Foods. После этого акции были выкуплены российскими предпринимателями, и фабрика вошла в группу предприятий «Красный Октябрь», что стало импульсом к значительному расширению производства.
В 2003 году Кондитерская фабрика им. К. Самойловой вошла в состав Холдинга «Объединённые кондитеры».
Упаковку продукции и логотипы фабрики, разрабатывали известные советские и российские художники. 
Олег Лялин, спроектировал конфетный этикет и знаменитый «ромбик» — логотип 1930 года, который использовался более 30 лет.
Художник Татьяна Лукьянова — в 2000 году, разработала новый логотип и создала целый ряд упаковок с 1975 по 2011 год.

## Продукция
На сегодняшний день кондитерская фабрика им. К. Самойловой производит широкий ассортимент кондитерских изделий. Фабрика располагает двумя основными производственными цехами: бисквитно-вафельным и конфетно-мармеладным. Сотрудничество с предприятиями «Красный Октябрь», «Кондитерский концерн „Баба́евский“» и «Рот Фронт» позволяет выпуск продукции под товарными знаками: «Коровка», «Алёнка» и другими брендами федерального уровня. Собственный марочный портфель фабрики включает в себя такие товарные знаки, как конфеты «Гвоздика», «Желейные», «Бон Вояж», «Иоланта», «Жорж Борман», «Ленинград», а также зефир «Воздушный поцелуй» и мармелад «Сладкая карусель».

## Награды
- 1999 год — серебряная медаль на 6-й международной ярмарке продовольственных товаров и сырья для их производства «Продэкспо-99»[9]
- 1999 год — большая золотая медаль на выставке «Интерфуд» (Санкт-Петербург)[9]
- 1999 год — золотая медаль на IV Всероссийском промышленно-экономическом форуме «Россия на рубеже веков» (Нижний Новгород)[9]
- 1999 год — золотая медаль на IIV международной оптовой продовольственной выставке «Петерфуд» (Санкт-Петербург)[9]
- 1999 год — серебряная медаль на 3-й национальной специализированной выставке «Российские продукты питания 99» (Москва)[9]
- 2000 год — серебряная медаль на 7-й международной ярмарке продовольственных товаров и сырья для их производства «Продэкспо-2000» (Москва)[9]